# Unihockey Tigers Langnau
 (août 2023).
Si vous disposez d'ouvrages ou d'articles de référence ou si vous connaissez des sites web de qualité traitant du thème abordé ici, merci de compléter l'article en donnant les références utiles à sa vérifiabilité et en les liant à la section « Notes et références ».
L’Unihockey Tigers Langnau est un club d’unihockey suisse basé à Langnau, jouant en Ligue nationale A, la plus haute division suisse.

## Histoire
Les clubs de l’Unihockeyteam Zäziwil et de l’Unihockeyteam Torpedo Gauchern ont fusionné, en 2000, sous le nom d’Unihockey Zäziwil-Gauchern. Pour rester à la hauteur des meilleures équipes du pays, l’Unihockey Zäziwil-Gauchern est entré en contact étroit avec l’équipe de hockey-sur-glace des SCL Tigers. En mars 2005 a été conclu une stratégie future commune, et le club d’unihockey fut renommé Unihockey Tigers Langnau.

## Palmarès
- 2006 – 2007 : Vice-champion suisse (défaite contre le SV Wiler-Ersigen 3 matchs à 1)
- 2008 – 2009 : Vainqueur de la Coupe Suisse (victoire en finale contre le SV Wiler-Ersigen 4-3 ap)
- 2008 – 2009 : Vice-champion suisse (défaite contre le SV Wiler-Ersigen 3 matchs à 2)
- 2009 – 2010 : Vainqueur de la Coupe Suisse (victoire en finale contre le UHC Waldkirch-St. Gallen 11-4)